# Guammonarch
De guammonarch (Myiagra freycineti) is een uitgestorven zangvogel uit de familie Monarchidae (Monarchen).  Het was een endemische vogelsoort op het eiland Guam die in de jaren 1980 daar uitstierf.

## Kenmerken
De guammonarch werd ook wel gezien als ondersoort van de carolinenmonarch (M. oceanica).  De vogel was kleiner (de carolinenmonarch is 15 cm lang) met een fijnere snavel. Het mannetje was groengrijs van boven met een metaalachtige glans, de uiteinden van de bovenvleugeldekveren van het vrouwtje hadden roestrode randen. Beide soorten hadden een roestrode vlek op de borst. Bij de guammonarch was deze vlek wat doffer van kleur.

## Verspreiding en leefgebied
Deze soort was endemisch op Guam. Tot in de jaren 1970 was het een algemene vogel van gebied met bos en struiken. De vogel ontbrak alleen in het vlakke gebied in het zuiden van het eiland.

## Status
De guammonarch had al een beperkt verspreidingsgebied. In de jaren 1940 was al sprake van enige achteruitgang.  In de jaren 1980 breidde de bruine nachtboomslang (Boiga irregularis) zich sterk uit en dit had een schadelijk effect op het voorkomen van een aantal endemische diersoorten, waaronder de guammonarch. De laatste guammonarchen werden in 1981 waargenomen. Daarna beschouwde men de soort als uitgestorven en hij staat daarom als zodanig op de Rode Lijst van de IUCN.